# Lambert Courtois
Lambert Courtois   (dècada del 1520 - 1563 (Gregorià)), citat de vegades com a Lamberto, fou un compositor, trombonista i cantant francès del Renaixement tardà, actiu a Itàlia i Ragusa.
Els detalls dels seus primers anys de vida són escassos. Originari de França, va arribar a Itàlia molt probablement durant la dècada de 1540, ja que diverses estampes musicals fan referència a algú del seu nom. El 1550 es trobava a Roma, on va actuar a l'església de San Marcello durant la Setmana Santa. Va dirigir breument l'Accademia Filarmonica di Verona després que el seu anterior maestro di musica, Vincenzo Ruffo, fos acomiadat per negligència en les seves funcions. Courtois només va treballar-hi durant uns quants mesos a principis de 1553. Al maig va anar a Ragusa, l'actual Dubrovnik, com a trombonista a la banda de vent de la cort. Hi va romandre fins al 1570. Es coneixen tres càrrecs més: un període de tres anys a Udine fins al 1573, i càrrecs similars a Treviso (1578–79) i Vicenza (1582-83). No se sap res més de la seva vida després de la seva feina a Vicenza.
De les obres de Courtois, sobreviuen un llibre de madrigals a cinc veus (1580) i un grapat d'obres impreses en altres antologies. Dues de les obres separades són motets, escrits a principis de la dècada de 1540 i atribuïts a "Lamberto", que probablement va ser el compositor. El llibre de madrigals està dedicat a tres aristòcrates de Ragusa, que probablement van ser estudiants del compositor durant la seva estada a aquella ciutat.Alguns dels seus madrigals foren inclosos en la col·lecció titulada Primo libro delle muse a quattro voci madrigali ariosi di Ant. Barré et altri diversi autori, nuovamente stampati., editada per Antonio Barré (Roma, 1555, Venècia, 1560).
Courtois va deixar una família a Ragusa, incloent un fill i un net que també foren músics.